# 月見町 (広島市)
月見町（つきみちょう）は、広島県広島市南区にある町名。郵便番号は734-0054。町域が運輸基地や石油会社の油槽所などになっており、2015年（平成27年）現在人口は0人。面積は0.2km2、周囲長3.2km。

## 地理
北は堀越三丁目、東は的場川を挟んで安芸区船越南と接する。丘陵地の南東部を占め、町域の北端を国道2号が通過する。南に広島湾に面する。

## 歴史
町域はもともと、広島市仁保町の一部であった。1966年（昭和41年）に現在の町名になる。
1980年（昭和55年）に広島市が政令指定都市に移行したことに伴い、広島市南区の一部になる。

## 小・中学校の学区
市立小・中学校に通う場合、学区は以下の通りとなる。
| 番・番地等 | 小学校                 | 中学校             |
| ---------- | ---------------------- | ------------------ |
| 全域       | 広島市立向洋新町小学校 | 広島市立大州中学校 |

## 企業
- 丸本鋼材
- 鳥井油業
- ニヤクコーポレーション
- クリーンエナジー
- 広栄機油
- 平本鉄工所